# Jim Leyritz

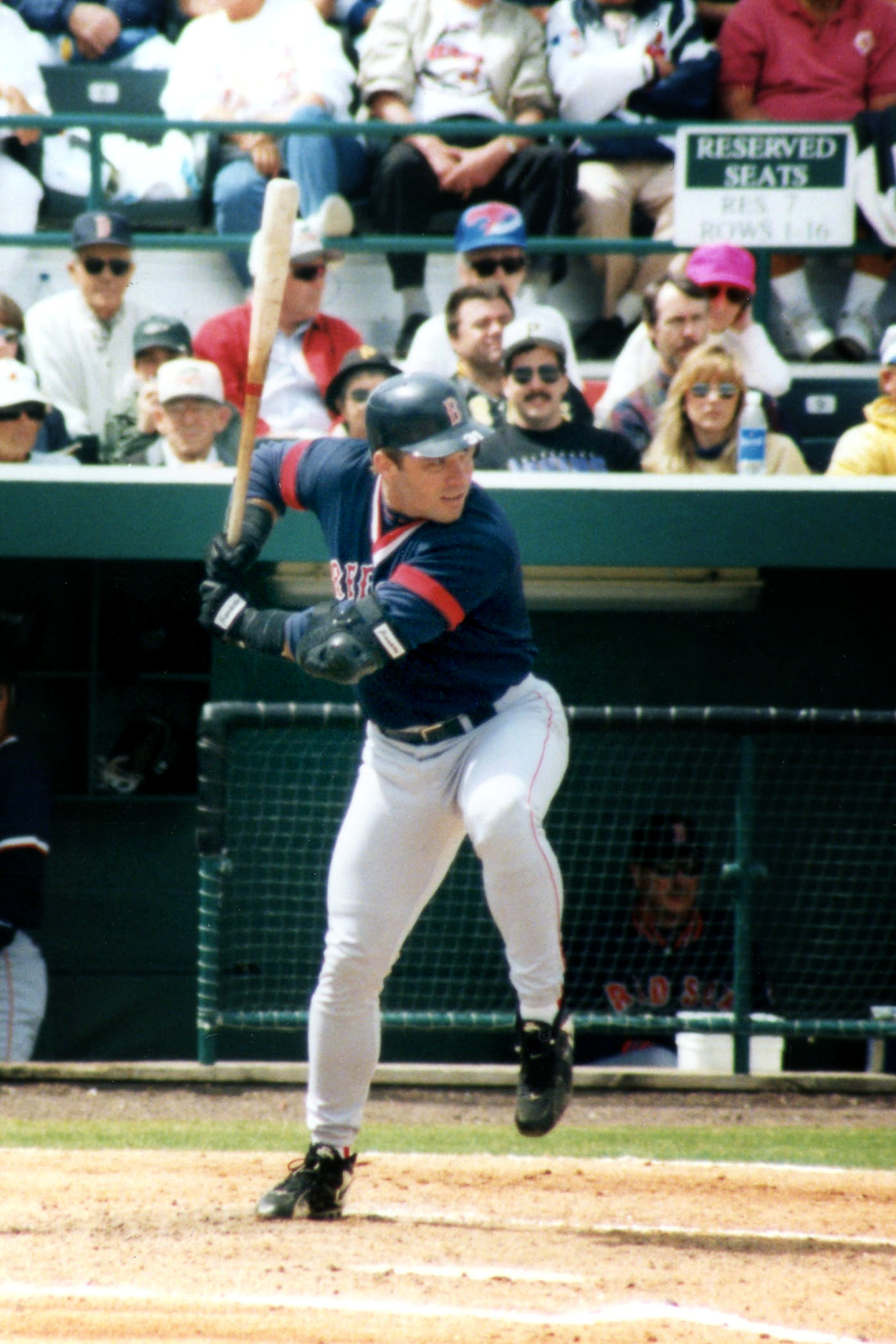
Jim Leyritz jogando pelo Boston Red Sox no Spring Training em março de 1998 em Bradenton, Flórida.

James Joseph Leyritz, mais conhecido como Jim Leyritz, é um ex-jogador profissional de beisebol norte-americano.

## Carreira
Jim Leyritz foi campeão da World Series 1999 jogando pelo New York Yankees. Na série de partidas decisiva, sua equipe venceu o Atlanta Braves por 4 jogos a 0.